# Jean-François Salvard
Jean-François Salvard (* um 1530 in Aosta; † 11. März 1585 in Genf) war ein französischer evangelischer Geistlicher.

## Leben

### Familie
Jean-François Salvard war der Sohn von Jean Salvard und dessen Ehefrau Louise (geb. Voudain).
Seit 1564 war er mit Emerance, Tochter des Buchdruckers Antoine Vincent, verheiratet; gemeinsam hatten sie einen Sohn und eine Tochter, Anna Salvard (* 7. Juni 1569 in Lausanne), die 1593 Gamaliel de Tavel (1569–1653), Herr von Vulliens und Lussy, heiratete und deren Nachfahren eine starke politische Vertretung der Familie über das ganze 18. Jahrhundert hinweg bis ins letzte Drittel des 19. Jahrhunderts in Bern bildeten.

### Werdegang
Jean-François Salvard studierte ursprünglich Rechtswissenschaften und von 1560 bis 1561 Theologie an der Höheren Schule für Theologie, dem Collegium Carolinum, in Zürich und darauf an der Akademie Genf. In Zürich hörte er vermutlich auch die Vorlesungen des Reformators Peter Martyr Vermigli.
Nach dem Studium wurde er 1561 Pfarrer in Nevers im Burgund und wurde im Ersten Hugenottenkrieg von 1562 bis 1563 inhaftiert.
1564 gehörte er der Genfer Compagnie des pasteurs an und war darauf von 1565 bis 1567 Pfarrer in Lyon; während seiner dortigen Tätigkeit lernte er den Reformator Pierre Viret kennen, der als Prediger wirkte. Zudem trat er für Jean Bauhin und dessen Sohn Johann Bauhin ein, die mit Sebastian Castellio befreundet waren und dessen Ideen vertraten und die nur unter Schwierigkeiten ein Glaubensbekenntnis der reformierten Kirche unterschreiben wollten. Sie weigerten sich jedoch den Pfarrern detaillierte Fragen zu beantworten, dies führte dazu, dass ihnen die Aufnahme in die Kirche von Lyon verweigert wurde.
Als 1567 der Zweite Hugenottenkrieg ausbrach, flüchtete er 1568 nach Lausanne und hielt sich dort bis 1569 auf, bevor er 1569 zurück nach Genf ging.
Im Frühjahr 1571 erklärte er sich bereit, der französischen Kirche in Frankfurt am Main zu dienen, die hauptsächlich aus Glaubensflüchtlingen aus den Niederlanden bestand. Im Februar 1573 wurde er von einer eigens aus Heidelberg angereisten Delegation, bestehend aus den Pfarrern Jean Taffin, Immanuel Tremellius und Guillaume Houbraque (1546–1579), offiziell als Pfarrer der französischen Kirche eingesetzt. Dies beunruhigte die Lutheraner in Frankfurt am Main sehr, dass es nicht weniger als des persönlichen Eingreifens von Friedrich dem Frommen bedurfte, um die Gemüter zu beruhigen und die volle Anerkennung dieser Gemeinschaft durch den Rat von Frankfurt zu erreichen. Während seines Aufenthalts traf Salvard viele Pfarrer aus der Pfalz und den Niederlanden. Mit ihnen erlebte er die theologischen Auseinandersetzungen mit den Lutheranern, knüpfte aber auch Verbindungen zu ihnen, die später zur gegenseitigen Anerkennung der reformierten Kirchen führen sollten.
In der Zeit von 1576 bis 1582 hielt er sich erneut in Genf auf und versuchte dort, auf die gegenseitige Anerkennung der aus der Reformation hervorgegangenen Kirchen hinzuwirken; hierzu veröffentlichte er 1581 das gemeinsame Glaubensbekenntnis Harmonia confessionum fidei, die bereits von Girolamo Zanchi begonnen worden war. Hierfür hatte er sich im Vorfeld des Frankfurter Konvents 1577 mit dem Landgrafen von Hessen beraten und es war eine calvinistische Antwort auf die Konkordienformel von 1578. Er gab sie gemeinsam mit einer Gruppe heraus, zu der Theodore Beza, Antoine de Chandieu, Lambert Daneau und Simon Goulart gehörten. Sie dokumentierte zwölf protestantische Bekenntnisse aus dem lutherischen und dem reformierten Lager, (Confessio Augustana invariata von 1531, Confessio Augustana variata von 1540, Confessio Tetrapolitana, Confessio Basiliensis von 1534, Confessio Helvetica prior von 1536, Confessio Saxonica von 1551, Confessio Virtembergica von 1552, Confessio Gallicana von 1559, Confessio Anglica von 1562 (das heisst die 39 Artikel),  Confessio Helvetica posterior von 1566, Confessio Belgica von 1566 (die 1579 auf der Synode von Figeac von der französischen Kirche bestätigt worden war) und Confessio Bohemica von 1573) zusammen.
In England wurde 1586 eine Übersetzung der Harmonia confessionum fidei in der Volkssprache veröffentlicht. Eine Übersetzung in die französische Sprache hatte er auch bereits vorbereitet, diese wurde jedoch erst im Mai 1601, nach seinem Tod, der 16. Nationalsynode der Reformierten Kirche von Frankreich in Gergeau vorgelegt, weil auch Anmerkungen von Simon Goularts, dem Nachfolger von Theodore Beza, mit übersetzt werden mussten. Die französische Übersetzung wurde nie veröffentlicht. Die Anhänger der Konkordienformel werteten die Harmonia Confessionum fidei als eine "Gegenkonkordie", die die Calvinisten als Bekenntnispartner disqualifizierte. Um im Namen der Genfer Compagnie des pasteurs weiter vorzugehen, argumentierte er, gemeinsam mit Franciscus Hotomanus und Lambert Daneau, in erster Linie mit dem Gewicht juristisch geschulter Argumentation und in zweiter Linie theologisch.
1582 wurde er zum Pfarrer in Castres im Languedoc gewählt und war bis zum Frühjahr 1584 in diesem Amt tätig, bevor er aus gesundheitlichen Gründen nach Genf zurückkehrte.
Er stand auch mit dem Reformator Rudolf Gwalther in brieflichem Kontakt.
Kurz vor seinem Tod wurde er noch mit der Revision der Genfer Bibel betraut.

## Schriften (Auswahl)
- Lambert Daneau; Jean-François Salvard; Eustache Vignon: Traité de l'antechrist: reveu et augmenté en plusieurs endroits, en ceste traduction françoise par l'advis de l'autheur: auquel est monstré par la parolle de Dieu, le lieu, le temps, la forme, les ministres, l'appuy, le progres, et finalement la ruine d'iceluy ...: Nous avons adjousté à la fin de l'oeuvre certains vers et sentences d'aucuns anciens evesques et moines qui ont escrit contre la tyrannie de l'Antechrist Romain, et mis les vers françois vis à vis des latins. Genève: Chez Eustace Vignon, 1577.
- François Hotman; Théodore de Bèze; Lambert Daneau; Jean-François Salvard; Jacob Stoer: Protestatio nullitatis adversus condemnationem orthodoxarum Ecclesiarum, nuper institutam a quibusdam doctoribus ubiquitariis. Genève: Jacob Stoer, 1578.
- In virulentam planeque sophisticam Andreae Pouchenii Superintendentis Lubecensis Criminationem: quam adversus Io. Palmerii iustas ac necessarias Protestationes conscripsit: pro eodem Palmerio vera atque modesta defensio: in qua tum perpetuus Ecclesiasticorum Iudiciorum ordo: tum historia Sacramentariae in Germania contentionis: tum humanorum scriptorum aequalis authoritas: ac denique Orthodoxorum Patrum vera De Coena Domini sententia ... demonstratur. Genevae: Excudebat Franciscus Le Preux, 1580.
- Harmonia confessionum fidei. Genf 1581.